# Найт, Эштон
Эштон Найт (англ. Ashton Nyte) — рок-музыкант, автор-исполнитель и продюсер родом из ЮАР, с 2009 проживает в США.

## Биография
Эштон Найт родился в Порт-Элизабет, позднее его семья переселилась в Йоханнесбург. Будущий музыкант рос в двуязычном окружении и с детства говорил как на родных на английском и африкаанс. После окончания школы Найт начал изучать архитектуру, хотя ещё раньше увлекся музыкой, и основным мотивом его образования было нежелание идти на обязательную в ЮАР военную службу. Уже во время учебы он играл в группе Martyr’s Image, а получив диплом, всецело посвятил себя музыкальной карьере. Известность на Родине Найт приобрел как фронтмен группы The Awakenings, созданной в 1995 году. Известность к The Awakenings пришла в конце 1990-х, но после записи третьего альбома группы Эштон Найт начинает уделять все большее внимание сольной карьере (хотя официально не покидает коллектив). В сольных работах формируется узнаваемый впоследствии образ Найта — его низкий вокал(вероятно бас-профундо), образ «гламурного вампира» (получивший название от песни Glam Vamp), мелодический почерк, колеблющийся от синти-попа до альтернативного рока. Кроме того, при записи этих альбомов Найт выступал как мультиинстументалист, сам записывая партии большинства инструментов.
В 2009-м году Найт записывает альбом The Valley, где все песни выдержаны в американской стилистике. Однако, несмотря на положительные отзывы критиков на этот альбом, вскоре Найт делает крутой поворот, и в начале 2012 года заявляет о записи нового альбома Moederland, который описывает как «дань моим африканерским корням и стране, которая вылепила меня». Все песни для альбома написаны на языке африкаанс.